# Dina Halpern
Dina Halpern (ur. 15 lipca 1909 w Warszawie, zm. 17 lutego 1989 w Chicago) – polska aktorka żydowskiego pochodzenia, która zasłynęła głównie z ról w przedwojennych żydowskich filmach i sztukach teatralnych w języku jidysz. Siostrzenica Idy Kamińskiej.
Laureatka nagrody im. Icyka Mangera.

## Filmografia
- 1937: Ślubowanie
- 1937: Dybuk
- 1936: Za grzechy